# Dwór w Czaplach Wielkich
Dwór w Czaplach Wielkich – dwór znajdujący się w województwie małopolskim, w powiecie miechowskim, w gminie Gołcza, w Czaplach Wielkich.
Zabytkowy dwór oraz park wpisany został do rejestru zabytków nieruchomych województwa małopolskiego.

## Historia
Obiekt wybudowany według projektu Bolesława Pawła Podczaszyńskiego dla rodziny Popielów przed 1876 rokiem. 16 lutego 1863 roku w dworze obradował oddział powstańczy Apolinarego Kurowskiego przed Bitwą pod Miechowem.
W 1945 roku, w obiekcie rozpoczęła swoją działalność Szkoła Powszechna w Czaplach Wielkich i funkcjonowała do 31 sierpnia 2011 roku .

## Architektura
Budynek o cechach klasycystycznych i neorenesansowych, murowany, parterowy, nakryty dachem dwuspadowym. We wsi Gałki na Mazowszu, znajduje się podobny dwór (z dodanym filarowym gankiem) autorstwa Bolesława Podczaszyńskiego.

## Park
W parku podworskim znajduje się staw, zasilany z dużego wywierzyska na tutejszej wierzchowinie.